# Хмільник (станція, Південно-Західна залізниця)
Хмільни́к — проміжна залізнична станція Жмеринської дирекції Південно-Західної залізниці на неелектрифікованій лінії Варшиця — Старокостянтинів I між станціями Уладівка (16 км) та роз'їздом Новодубрівка (14 км). Розташована в місті-курорті Хмільнику Хмільницького району Вінницької області.

## Історія
Вузькоколійну залізницю з боку станції Калинівки до Хмільника було відкрито 1900 року, одночасно з відкриттям станції Хмільник.
У 1938 році паралельно вузькоколійній було збудовано ширококолійну залізницю від Варшиці до Старокостянтинова. У 1950-х роках вузькоколійну залізницю було повністю розібрано.

## Пасажирське сполучення
На станції Хмільник зупиняється лише нічний швидкий поїзд № 139/140 сполученням Київ — Кам'янець-Подільський.
До 18 березня 2020 року на станції зупинялися дві пари регіональних поїздів № 805/806 та № 807/808 сполученням Вінниця — Хмельницький (наразі рух поїздів досі не відновлений).